# Сорсо
Сорсо (итал. Sorso) — коммуна в Италии, располагается в регионе Сардиния, подчиняется административному центру Сассари.
Население составляет 14 419 человек (на 2004 г.), плотность населения составляет 191,53 чел./км². Занимает площадь 67,05 км². Почтовый индекс — 7037. Телефонный код — 079.
Покровителем коммуны почитается святой великомученик Пантелеймон Целитель. Праздник ежегодно празднуется 27 июля.